# ATP1B3
Бета-цепь 3 Na+/K+-АТФ-азы (ATP1B3) (англ. Sodium/potassium-transporting ATPase subunit beta-3; CD298) — белок, некаталитический компонент фермента, продукт гена человека ATP1B3. Бета-цепь Na+/K+-АТФ-аза, принадлежит к семейству бета-цепей Na+/K+-АТФ-аз и Н+/К+-АТФаз.

## Функции
ATP1B3 входит в семейство бета-цепей Na+/K+- и Н+/К+-АТФаз. Na+/K+-АТФазы являются интегральными белками, которые отвечают за установку и обеспечение электрохимических градиентов ионов натрия и калия на плазматической мембране. Эти градиенты играют важную роль в осморегуляции, в натрий-связанном транспорте органических и неорганических молекул и в электрической возбудимости нервных и мышечных клеток. Фермент состоит из двух субъединиц: большой каталитической альфа-субъединицы и меньшей гликопротеиновой бета-субъединицы. Бета-субъединица является регулирующей цепью, которая модулирует каталитическую активность комплекса за счёт формирования альфа/бета гетеродимера и регулирует количество ионов натрия, перенесённых через мембрану клетки. Несколько генов кодируют бета-цепь Na+/K+-АТФазы. Ген ATP1B3 кодирует бета-цепь 3. Кроме этого, на хромосоме 2 имеется псевдоген этого гена.
Наиболее высокая экспрессия обнаружена в левой коронарной артерии.

## Структура
Белок состоит из 279 аминокислот, молекулярная масса 31,5 кДа, содержит один иммуноглобулино-подобный домен. Более короткая изоформа 2 включает 193 аминокислоты (молекулярная масса 21,7 кДа).